# Petinomys
Petinomys ('ratolí volador' en llatí) és un gènere d'esquirols voladors originaris del sud d'Àsia. Viuen a les selves tropicals, a altituds que van des del nivell del mar fins a 1.210 msnm. No es coneix gaire cosa sobre el seu comportament, però sembla similar al dels altres esquirols voladors de la mateixa part del món. Es passen el dia dormint als forats dels troncs i surten de nit a buscar menjar. S'alimenten de núcules, fruita, branquetes joves, brots tendres i fulles, a més de consumir probablement l'escorça d'alguns arbres i, possiblement, alguns insectes.